# Taftanaz (nahija)
Nahija Taftanaz (ar. ناحية تفتناز) je nahija u okrugu Idlib, u sirijskoj pokrajini Idlib. Po popisu iz 2004. (prije rata), nahija je imala 24.145 stanovnika. Administrativno sjedište je u naselju Taftanaz.